# Kabusa skjutfält

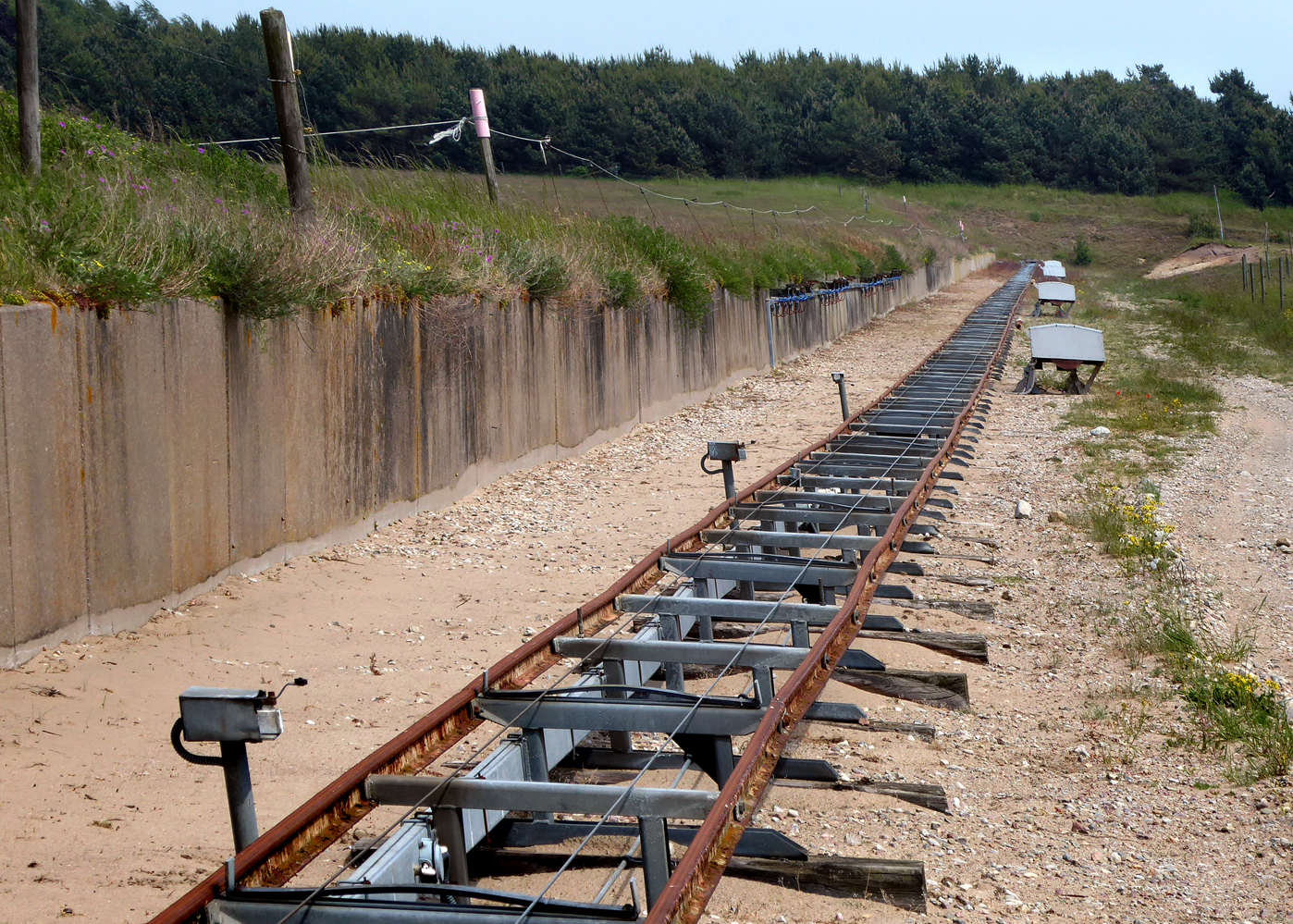
Den 400 meter långa målrälsbanan vid Kabusa skjutfält.

Kabusa skjutfält, är ett militärt övningsfält utanför Nybrostrand, en mil öster om Ystad i Skåne. Skjutfältet nyttjades tidigare av, bland andra, Skånska luftvärnskåren (Lv 4) som fram till 1997 fanns i Ystad. Skjutfältet används i dagsläget[när?] bland annat av Södra skånska regementet (P 7).

## Verksamhet
Skjutfältet inrättades på 1940-talet då det till Ystad förlagda Södra skånska infanteriregementet (I 7), var i behov av övnings- och skjutterräng. På 1970-talet utökades fältet genom markinköp norrut mot gården Tingshög. I och med detta kunde anfall med mekaniserade förband göras (I 7 hade vid denna tiden blivit pansarregementet Södra skånska regementet) från höjden, över riksvägen och in på skjutfältet där skjutning kunde ske. Övningsfältsdelen norr om riksväg 9 är fortfarande i militär ägo men har nyttjats i mycket begränsad omfattning de senaste[när?] åren.
Övnings- och skjutfälten i Skåne (Revingehed, Kabusa, Rinkaby och Ravlunda) brukar regelbundet användas för övningar. Så skedde exempelvis våren 2004 i RSÖ (regional slutövning) Dubbeleken, år 2007 i CC07 och år 2010 i JC10.

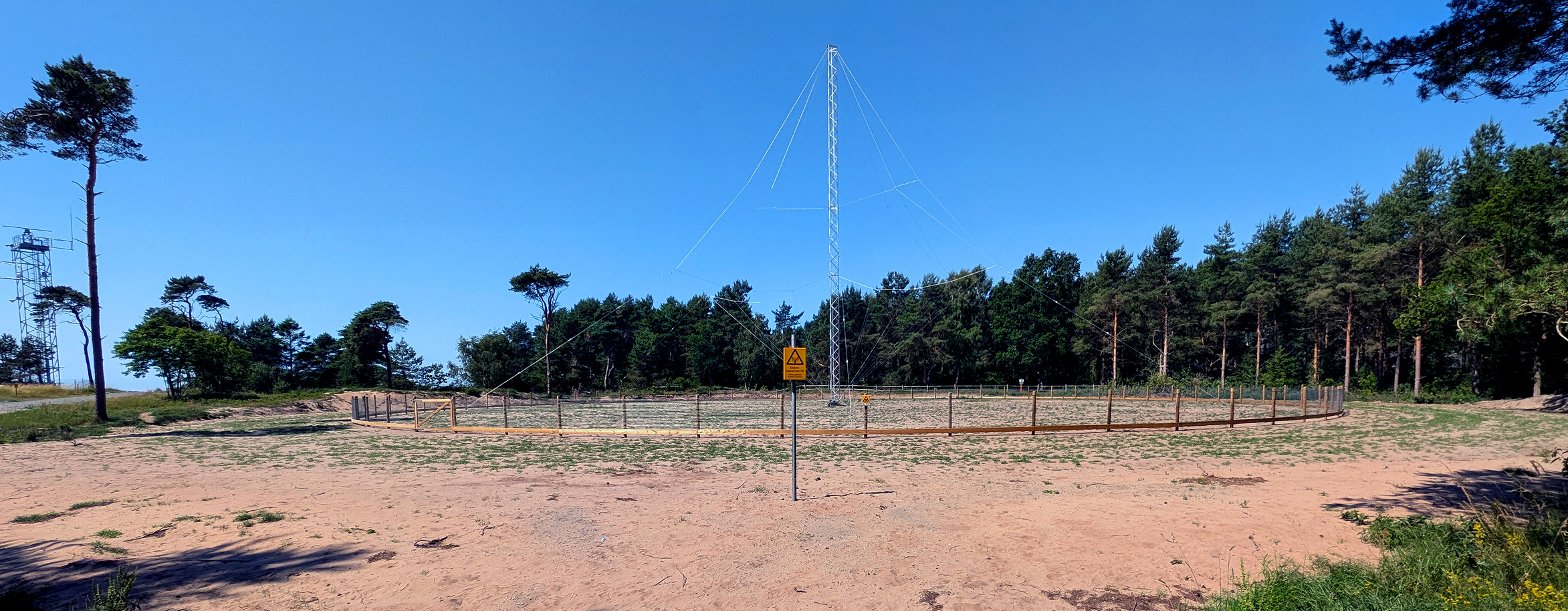
En radioanläggning vid Kabusa skjutfält i Ystad.